# Kirchliche Zeitgeschichte
Kirchliche Zeitgeschichte (KZG) mit dem Untertitel Internationale Zeitschrift für Theologie und Geschichtswissenschaft ist eine wissenschaftliche Fachzeitschrift für Theologie und Geschichtswissenschaft. Sie erscheint seit 1988 zweimal im Jahr und umfasst ca. 260 Seiten und wird als Print- und Online-Ausgabe angeboten.
Die Publikation konzentriert sich in erster Linie auf die Erforschung kirchengeschichtlicher Fragen des 20. und 21. Jahrhunderts. Zum Herausgeberkreis gehören Kirchenhistoriker. Im Selbstverständnis der Autorenschaft besteht die Aufgabe kirchlicher Zeitgeschichte darin, „die jüngste Vergangenheit multiperspektivisch darzustellen, um so zu begründeten Urteilen vorzudringen“. Gründungsherausgeber ist Gerhard Besier.
Geschäftsführende Herausgeberin ist Andrea Strübind, die zugleich für die Schriftleitung zuständig ist.
Neben der Publikation von Themenheften werden auch Monographien veröffentlicht und regelmäßig Symposien abgehalten.